# Аксёнов, Александр Федотович
Александр Федотович Аксёнов (род. 13 октября 1929, Кротово, Сибирский край) — советский государственный деятель, заместитель министра гражданской авиации СССР, украинский учёный, член-корреспондент Национальной академии наук Украины.

## Биография

### Образование и начало деятельности
Родился в деревне Кротово Новосибирской области в семье сельского учителя. После окончания школы поступил в Киевский институт инженеров гражданской авиации (КИИГА), который окончил в 1953 году. После получения диплома инженера-механика остался работать в институте. Работал на должностях ассистента (1953—1956), начальника учебной части (1956—1961), проректора по научной части (1961—1970). 

### Государственная служба
В 1970 году Аксёнов был переведен в Москву на должность заместителя министра гражданской авиации СССР по новой технике, где проработал 5 лет до назначения ректором КИИ ГА в 1975 году. Однако, после нескольких лет руководства институтом его в 1988 году вновь назначили заместителем министра гражданской авиации СССР - начальником Главного научно-технического управления. На этой должности Аксёнов внёс вклад в создание и совершенствование самолётов: Ту-144, Ил-86, Ил-76, Ту-154, Як-40, Ан-74, Ту-204, Ил-96, Ил-114.

### Научная и педагогическая деятельность
В 1975 году, после ухода с должности заместителя министра в МГА СССР, Аксёнов вернулся в Киев, где был назначен ректором КИИГА. При его ректорстве появились новые факультеты, возросла численность студентов, в том числе из-за границы. 2 апреля 1976 года он избран членом-корреспондентом Академии наук Украинской ССР по специальности «материаловедение». Его деятельность в институте прервалась в 1988 году в связи с возвращением на должность заместителя министра гражданской авиации, где он работал до распада СССР. В начале 1990-х годов он вновь вернулся в КИИГА на должность главного научного сотрудника в Отраслевой научно-исследовательской лаборатории исследования эксплуатационных свойств авиационных горюче-смазочных материалов. Одновременно работал советником ректората теперь уже Национального авиационного университета Украины.
В результате своей научной деятельности Аксёнов основал научную школу школы авиационной химмотологии и триботехники. Он создатель нового научного направления — трибохимии. Провел исследования влияние химического состава низкомолекулярных углеводородных жидкостей и растворенных в них газов на процессы трения и износа металлов. Разработал эффективный метод повышения износостойкости трибосистем путем введения противоизносных присадок, создания в среде оптимальных концентраций кислорода и ряда других мер. Руководил созданием в СССР пожаробезопасных систем паровых турбин. 

## Награды
- Премии имени Эдварда Уорнера (1985) — высшая награда Совета ИКАО с золотой медалью за значительный вклад в развитие международной гражданской авиации[1]
- Премия Национальной академии наук Украины имени И. М. Францевича (1990) — по итогам конкурса 1989 года за цикл работ «Разработка износо- и коррозионностойких материалов покрытия и технологий их нанесения на детали авиационной техники методом вакуумно-плазменных ускорителей высоких энергий» (в сотрудничестве с Александром Макаркиным и Павлом Назаренко)
- Два ордена Трудового Красного Знамени[1]
- Орден Дружбы народов[1]